# Leverano novello
Il Leverano novello è un vino DOC la cui produzione è consentita nella provincia di Lecce.

## Caratteristiche organolettiche
- colore: rubino più o meno intenso
- odore: vinoso, fruttato
- sapore: asciutto, sapido, caratteristico

## Produzione
Provincia, stagione, volume in ettolitri
- nessun dato disponibile